# Гликогенозы
Гликогенозы — общее название синдромов, обусловленных наследственными дефектами ферментов, участвующих в синтезе или расщеплении гликогена.

## Классификация
Принято выделение нескольких типов гликогенозов на основании биохимической природы дефекта:
- I тип, дефект глюкозо-6-фосфатазы (болезнь Гирке)
- II тип, дефект мальтазы (болезнь Помпе)
- III тип (болезнь Форбса)
- IV тип (болезнь Андерсена)
- V тип, нарушение мышечной фосфорилазы гликогена (болезнь Мак-Ардля)
- VI тип, дефект фосфорилазы[англ.] печени (болезнь Герса)
- VII тип, дефект фосфоглюкомутазы (болезнь Томсона)
- VIII тип, дефект фосфофруктокиназы мышц (болезнь Таруи)
- IX тип, дефект фермента киназы фосфорилазы в гепатоцитах (болезнь Хага)